# Carl August Engström

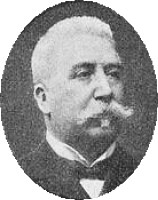
Carl August Engström.

Carl August Engström, född 31 augusti 1848 i Lidköping, död 21 mars 1909 i Stockholm, var en svensk kvarnägare och grosshandlare. Genom sitt företag Aug. Engström & Co lät han 1897 uppföra Kvarnen Tre Kronor på Hästholmen i Nacka. Engström fann sin sista vila på Arjeplogs kyrkas kyrkogård.

## Biografi och verksamhet

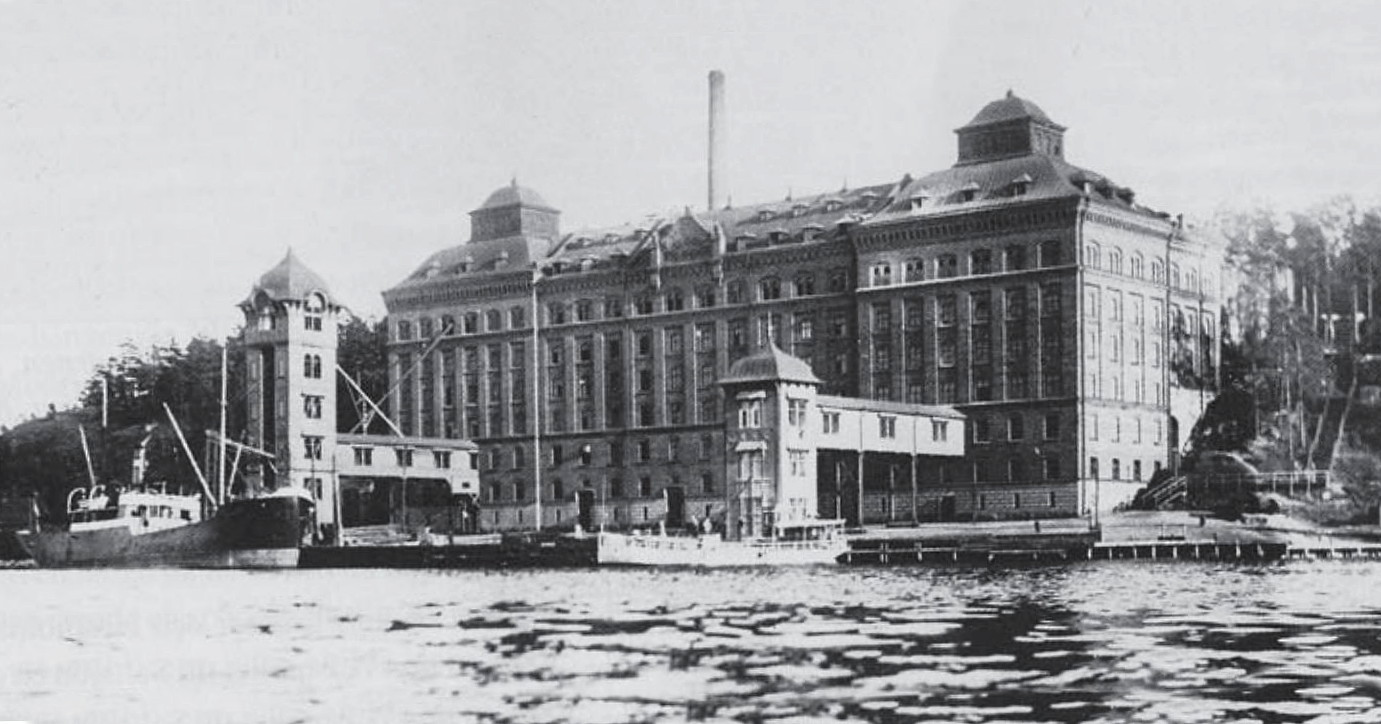
Kvarnen Tre Kronor omkring 1903.

År 1880 bildare Engström spannmålsfirman Aug. Engström & Co. Företaget drev handel med spannmål och var Sveriges största importör av mjöl. 1897 grundade han Qvarnaktiebolaget Tre Kronor där han själv blev verkställande direktör. I styrelsen satt också kassadirektören Alfred Bernhardt och generalkonsuln Otto Heilbronn. Vid starten låg firmans huvudkontor i Räntmästarhuset i Gamla stan.
Bolaget förvärvade mark på norra Hästholmen (dagens Kvarnholmen). Platsen var välvald med sitt läge intill Stockholms inlopp. Alla transporter till och från ön skedde då med fartyg och spannmål kunde komma ända från Australien. Här lät man 1897–1898 bygga dåtidens i Skandinavien modernaste kvarnanläggning, som Illustrerad Teknisk Tidning meddelade 1899. Anläggningen hade fyra avdelningar: spannmålsmagasin, renseri, kvarn och mjölmagasin. Processen var till stora delar automatiserad och byggnaden var anpassad för denna: spannmål in i östra delen och mjöl ut i västra delen. På ett fotografi från 1903 syns anläggningen i sitt ursprungliga skick med sina båda transporttorn på kajen.
År 1922 övertogs verksamheten av Kooperativa Förbundet och vidareutvecklades. Engströms byggnader från sekelskiftet 1900 finns kvar än idag och byggdes av Riksbyggen om till bostäder 2010–2015.